# ヒカリ (愛媛県)
株式会社ヒカリは、愛媛県東温市に本社を置く企業。工作機械や電子部品等の製造･販売等を行っている。

## 事業所
- 本社･FA事業部 - 愛媛県東温市
- APM事業部 - 愛媛県松山市

## 沿革
- 1961年 - 光鉄工所（本社:松山市宮西町）設立。
- 1969年 - 本社を松山市和気町に移転。
- 1991年 - ヒカリに社名を変更。
- 1994年 - 本社を温泉郡重信町（現:東温市）に移転。

## 子会社･関連会社
- 双葉工業（電子部品の加工）
- 光真商事（工作機械･電子部品等の販売）
- ヒカリテック - タイ王国アユタヤ県
- コーシン･トレーディング - タイ王国アユタヤ県
- ヒカリ大連 - 中華人民共和国大連